# روب ماير
روب ماير (بالإنجليزية: Rob Meier)‏ هو لاعب كرة قدم أمريكية أمريكي، ولد في 29 أغسطس 1977 في فانكوفر في كندا.

## وصلات خارجية
- روب ماير على موقع مرجع كرة القدم المحترفة.كوم (الإنجليزية)